# Ballant neix l'amor
Ballant neix l'amor -títol original You Were Never Lovelier- és una pel·lícula musical estatunidenca dirigida per William A. Seiter, estrenada el 1942. Ha estat doblada al català. L'èxit de la primera pel·lícula del duo Rita Hayworth/Fred Astaire, You'll Never Get Rich, és tal que molt de pressa la parella roda un nou film.
Després d'haver participat en «l'esforç de guerra» amb L'amor ve ballant que tractava com a fons la vida d'un camp militar, la Columbia va explotar un altre tema de moda en aquest començament dels anys quaranta, les fantasies sud-americanes. Els mercats importants del cinema europeu estan tancats per a Hollywood a causa de la guerra. En recerca de nous mercats, els productors del cinema americà es giraran cap a la política panamericana, dita «Política de bon veïnatge» del president Roosevelt. Pel·lícules com Down Argentine Way, That Night in Rio o Week-End in Havana, formen part d'aquesta vena amb la «bomba brasilera» Carmen Miranda com a símbol, tot guarnit de noves modes musicals, la rumba cuban i la samba.
Els dos intèrprets de  L'Amor ve ballant , encantats de la seva primera col·laboració, es trobaran doncs en una atmosfera sud-americana amb Xavier Cugat com a director d'orquestra que proveirà el trumfo musical exòtic.< br/>La Columbia assigna els mateixos guionistes a qui s'afegeix Delmer Daves que passarà a la realització l'any següent amb ‘'Destination Tokio; Jerome Kern i Johnny Mercer (lletrista) reemplacen Cole Porter a la part musical.
De la col·laboració Astaire/Hayworth, l'ajudant de direcció de la pel·lícula Earl Bellamy testimoniarà: «Rita Hayworth estava molt ansiosa quan ha començat a treballar amb Fred Astaire. Era tan perfeccionista. Però Fred sabia ajudar-la a calmar-se. Així que se'ls veia, un es deia que havien ballat junts tota la seva vida.»
Per a Fred Astaire el rodatge d'aquesta pel·lícula continuarà sent un excel·lent record i dirà fins i tot: «Amb Rita Hayworth, m'he sentit amb ales: mai no havia ballat tan intensament. Cal dir que ens hem entrenat durant cinc setmanes a raó de vuit hores de treball per dia.»'

## Argument
A l'Argentina, Buenos Aires, el ballarí Robert Davis, a la recerca d'una feina, es presenta al propietari d'un cabaret Eduardo Acuna que, ocupat, es nega a rebre'l. Eduardo està preocupat per la seva filla, Maria, qui per desesperació de la seva família no vol casar-se. El seu pare imagina llavors un estratagema per fer-la canviar d'opinió. Envia flors i cartes d'amor a la seva filla on que fa creure que venen d'un admirador desconegut. Per circumstàncies, Maria és persuadida d'haver trobat el seu «desconegut» en la persona de Robert Davis i el presenta a la seva família. Acuna s'adona del seu error i per desfer-se de Robert, li ofereix un contracte a condició de fer-se odiar per Maria. Però Robert està ja enamorat de Maria i li costa doblegar-se a les exigències del pare. Eduardo és descobert per la seva dona a punt d'escriure una carta d'amor i creu que escriu a la seva amant. Robert reconeix llavors el subterfugi i profundament ferida, Maria jura no tornar-lo a veure més. Però Robert seguint els somnis de la noia el traurà, com en els contes de fades, sobre un cavall blanc.

## Repartiment
- Fred Astaire: Robert Davis
- Rita Hayworth: Maria Acuna
- Adolphe Menjou: Eduardo Acuna
- Leslie Brooks: Cécy Acuna
- Adele Mara: Lita Acuna
- Isobel Elsom: Maria Castro
- Gus Shilling: Fernando
- Kathleen Howard: L'àvia Acuna
- Douglas Leavitt: Juan Castro
- i l'orquestra de Xavier Cugat

## Números musicals
- ‘‘Chiu Chiu ‘‘
Una samba interpretada per Xavier Cugat i la seva orquestra. Cantat i ballat per Lina Romay.
Música i lletra de Nicanor Molinare.
- ‘‘Audition Dance ‘‘
Xavier Cugat i la seva orquestra, ballat per Fred Astaire.
La música és una col·lecció de temes.
- ‘‘ Dearly Beloved ‘‘
Xavier Cugat i la seva orquestra, cantada per Fred Astaire. Represa per Rita Hayworth en ball i cant.[12]
Una balada de Jerome Kern (cançó) i Johnny Mercer (lletra), els compositors han estat nominats per l'Oscar a la millor cançó original el 1943.[13]
- ‘‘ I'm Old Fashioned ‘‘
 Numero cantat i ballat per Fred Astaire i Rita Hayworth.
Música de Jerome Kern i lletra de Johnny Mercer.
- ‘‘ The Shorty George ‘‘
 Número cantat i ballat per Fred Astaire i Rita Hayworth.
Música de Jerome Kern i lletra de Johnny Mercer, Arranjament per Lyle 'Spud' Murphy.
- “You Were Never Lovelier ”
Xavier Cugat i la seva orquestra, cantada per Fred Astaire. Número ballat i cantat per Fred Astaire i Rita Hayworth.
Melodia de Jerome Kern i Johnny Mercer.
- ‘‘ These Orchids ‘‘
Xavier Cugat i la seva orquestra.
Música de Jerome Kern i lletra de Johnny Mercer.
- “Wedding in the Spring”
Xavier Cugat i la seva orquestra.

## Nominacions
- 1943: Oscar a la millor banda sonora per Leigh Harline
- 1943: Oscar a la millor cançó original per Jerome Kern (musica) i Johnny Mercer (lletra) per la cançó "Dearly Beloved"
- 1943: Oscar a la millor edició de so per John P. Livadary